# 97512 Jemison
97512 Jemison este o planetă minoră (asteroid) din centura de asteroizi. A fost descoperită pe 5 februarie 2000 la Observatorul Național Kitt Peak de Marc Buie⁠(d). 
Obiectul prezintă o orbită caracterizată de o semiaxă mare de 2,8571013186834 UAi, o excentricitate de 0,07864871578267, o înclinație de 1,149725531326 ° în raport cu ecliptica.